# Lozano (Jujuy)
Lozano es una localidad del departamento Doctor Manuel Belgrano en la provincia de Jujuy, Argentina.
La localidad es evocada por la famosa zamba compuesta por el gran compositor Gustavo Cuchi Leguizamón y el letrista, no menos grande, Manuel J. Castilla llamada, justamente, "Zamba de Lozano". Ésta fue interpretada por diversos artistas siendo destacables las versiones del Duo Salteño, Mercedes Sosa y la de la agrupación chilena Illapu.
Asimismo, en la localidad se encuentra la casa de la niña Yolanda (Yolanda Pérez de Carenzo), otrora pujante personaje cultural de la Argentina, devenida hoy en un anfiteatro.

## Población
Contaba con 1,139 habitantes (Indec, 2001), lo que representa un incremento del 39% respecto a los 819 habitantes (Indec, 1991) del censo anterior.

## La casa de la Niña Yolanda
La "Zamba de Lozano" alude en su letra a la Niña Yolanda ("...ramito de albahaca, niña Yolanda donde andará..."). La figura de Yolanda Pérez de Carenzo se relaciona directamente con la cultura. Jujeña de San Salvador. Pianista y poeta singular, la hija del dos veces gobernador de Jujuy, don Pedro José Pérez, había hecho de su finca y casona de Lozano una residencia de la música y la poesía. El nombre de Yolanda emergía a través de ciclos de conciertos por Radio Municipal de Buenos Aires en 1936 y en teatros de Salta, Tucumán, San Juan y Mendoza. Pero ella era, como escribió Rodolfo Windhausen en La Gaceta, de Tucumán, "el imán que atraía a cuanta personalidad de las artes, las letras, la clerecía y la política" pasara por su casa de Jujuy y su última morada en Mendoza.
Amigos suyos entrañables fueron el Cuchi Leguizamón, Carlos Guastavino, los poetas Juan Carlos y Jaime Dávalos, Atahualpa Yupanqui.
Por ese solar de Lozano, "donde los veranos eran una fiesta", al decir de Raúl Noro y del hijo de Yolanda, Carlos Marcelo Carenzo Pérez, pasaron Pablo Neruda, Gabriela Mistral, Andrés Chazarreta, Jorge Calvetti, Jaime Torres, Domingo Cura, Mercedes Sosa... La anfitriona, cuyas pasiones eran el folklore y la música clásica, recibía por igual a Julio De Caro, el Mono Villegas, Agustín Lara, Pedro Vargas; a Alberto Williams, Claudio Arrau, Witold Malcuzinsky, Narciso Yepes..." según nos cuenta René Vargas Vera en el diario La Nación.

## Defensa Civil

### Sismicidad
La sismicidad del área de Jujuy es frecuente y de intensidad baja, y un silencio sísmico de terremotos medios a graves cada 40 años.
- Sismo de 1863: aunque dicha actividad geológica catastrófica, ocurre desde épocas prehistóricas, el terremoto del 4 de enero de 1863 (162 años),[3] señaló un hito importante dentro de la historia de eventos sísmicos jujeños, con 6,4 Richter. Pero nada cambió extremando cuidados y/o restringiendo códigos de construcción.[2]
- Sismo de 1948: el 25 de agosto de 1848 (176 años) con 7,0 Richter, el cual destruyó edificaciones y abrió numerosas grietas en inmensas zonas[3][2]
- Sismo de 2009: el 6 de noviembre de 2009 (15 años) con 5,6 Richter